# Regulamin studiów
Regulamin studiów – dokument określający organizację studiów oraz związane z nimi prawa i obowiązki studenta.
W Polsce regulamin studiów uchwalany jest przez senat uczelni, wymagane jest uzgodnienie treści z samorządem studenckim.